# Margaretha Klompé
Marga Klompé (Margaretha Albertina Maria; Arnhem, Países Bajos, 1912 - 1986) fue una política holandesa. 

## Biografía
Estudió física y matemáticas en Utrecht, enseñó en Nimega (1932-49), y fue vicepresidenta (1943-53) de la Union of Women Voluntary Workers (Unión de Mujeres Trabajadoras Voluntarias). En 1946 con Wally van Linschot fundó la RC Women's Debate, de la cual fue presidenta hasta 1950. 
Representó a las organizaciones de mujeres holandesas en la Asamblea General de la ONU en 1947 y fue miembro de la delegación neerlandesa (1948-50, 1952). Fue parlamentaria (Katholieke Volkspartij, 1948-56, 1963-66), miembro de los comités consultivos del Consejo de Europa (desde 1949), y de la CECA (desde 1952). 
Como ministra de Asuntos Sociales (1956-63) se convirtió en la primera mujer holandesa en ocupar el cargo de ministro, y en 1966-71 fue ministra de Cultura, Ocio, y Asuntos Sociales. En 1971 fue nombrada ministra de Estado (de nuevo la primera mujer en ocupar el rango) y desde 1975 fue miembro del Consejo de Estado. 
Interesada en la UE y en asuntos internacionales de la Iglesia, presidió diversas comisiones nacionales e internacionales Justitia et Pax, y desde 1971 presidió la sección internacional del Consejo de las Iglesias.